# Screening
Screening er en undersøgelsesproces, der evaluerer, om en genstand eller service besidder bestemte ønskede eller uønskede karakteristika og egenskaber. Udtrykket anvendes blandt andet inden for medicin.

## Medicinsk screening
Screening, i medicin, er en strategi til tidlig opsporing af tilstande eller sygdomme. Screening gennemføres ved hjælp af en eller flere standardiserede test og kan udføres på større populationer eller på individniveau. Folk, der bliver testet i et screeningsprogram, har typisk få eller ingen symptomer på den sygdom man leder efter.
Formålet med screening er at opspore sygdomme tidligt i forløbet, for at kunne sætte hurtigt ind med behandling og dermed forbedre overlevelse og livskvalitet. Selvom screeningsprogrammer medfører en tidlig diagnosticering af sygdomme, er det ikke altid dette er en fordel for personen, der bliver screenet. Almindelige problemer er overdiagnosticering, fejldiagnosticering og en falsk tryghedsfornemmelse.

### Typer
Der findes forskellige typer screeningsprogrammer. De mest almindelige er universel screening (også kaldet massescreening) og selekteret screening.
Ved universel screening undersøger man alle individer i en bestemt gruppe (f.eks. gravide, eller børn i en bestemt aldersgruppe). Ved selekteret screening udvælger man enkelte individer til undersøgelse, typisk baseret på risikofaktorer (f.eks. hvis et familiemedlem er blevet diagnosticeret med en arvelig sygdom).

### Principper
I 1068 publicerede Verdenssundhedsorganisationen (WHO) retningslinjer for Principper og Praksis ved Sygdomsscreening. Disse retningslinjer bliver ofte omtalt som Wilson og Jungner Kriterierne. Principperne er stadigt almindeligt accepterede i dag:
1. Tilstanden skal være et vigtigt sundhedsproblem.
2. Der bør være en behandling for tilstanden.
3. Faciliteter til diagnosticering og behandling skal være til stede.
4. Der bør være en latent fase af sygdommen.
5. Der bør være en test eller undersøgelse for sygdommen.
6. Testen skal være acceptabel for befolkningen.
7. Sygdommens naturhistorie bør være tilstrækkeligt velforstået.
8. Der bør være enighed om klare retningslinjer for hvem, der skal behandles.
9. Den totale pris for at opspore en person med diagnosen skal hænge sammen med den generelle sundhedsøkonomi.
10. Sygdomsopsporing bør være en kontinuerlig proces, og ikke blot noget der overstås på én gang.

### Eksempler
Der findes mange forskellige screeningsprogrammer i Danmark. Nogle af de mest almindeligt kendte er programmerne til tidlig opsporing af kræft, f.eks. screening for livmoderhalskræft (celleprøve ved gynækologisk undersøgelse), brystkræft (mammografi) og tarmkræft (afføringsprøve). Andre kendte eksempler er screening af fostre under graviditet og hælprøve hos nyfødte spædbørn.

### Udstyr
Hvilket udstyr der bruges til screening, afhænger hvad man screener for. Eksempler kan være celleprøver, blodprøver, billeddiagnostik eller spørgeskemaer. Udstyret man bruger til et screeningsprogram er typisk forskelligt til det man bruger, hvis man allerede mistænker en specifik sygdom. Typisk vil den test man bruger ved screening være hurtigere og mindre invasiv end den test man bruger ved klinisk mistanke om sygdom, til gengæld er den ikke så præcis. F.eks. er måden man afgør om en patient har tarmkræft ved en kikkertundersøgelse. Men sådan en undersøgelse er både dyr, tidskrævende og ubehageligt for patienten. Derfor screener man ved hjælp af en afføringsprøve, hvor man til gengæld finder en del falsk positive. Hvilken test man skal bruge er altid en afvejning ved hver enkel screeningsprogram.

### Begrænsninger
Screening kan opspore sygdom tidligt, så man kan sætte hurtigt ind med behandling. I de bedste tilfælde reder dette liv. Ligesom alle andre medicinske test, er screenings test ikke fejlfri. Man kan få falsk positive, så folk bliver bekymrede for sygdom og får nedsat livskvalitet, eller falsk negative, hvor man overser sygdommen hos patienten.
- Screening er dyrt og man bruger mange ressourcer på raske mennesker, som ikke har behov for behandling
- Negative effekter af selve undersøgelsen (f.eks. stress, angst, ubehag, radioaktiv stråling).
- Stress og angst ved at kende til en sygdom i længere tid uden at få et forbedret resultat (også kaldet overdiagnosticering)
- Stress og angst pga. falsk positive resultater
- Overflødig undersøgelse og behandling af falsk positive resultater (også kaldet fejldiagnose med Type I Fejl)
- Falsk tryghedsfølelse ved falsk negative test, som i værste fald kan føre til forsinkelse af diagnosen (også kaldet fejldiagnose med Type II Fejl)